# Jangkat (Ulu Rawas)
Jangkat is een bestuurslaag in het regentschap Musi Rawas van de provincie Zuid-Sumatra, Indonesië. Jangkat telt 855 inwoners (volkstelling 2010).